# Liesberg
Liesberg (gsw. Liesbärg, Lieschbrg; fr. Julimont, Irtièmont, Irtiémont, Hicurtimont) – gmina (niem. Einwohnergemeinde) w północnej Szwajcarii, w kantonie Bazylea-Okręg, w okręgu Laufen. 31 grudnia 2020 roku liczyła 1 101 mieszkańców. Leży nad rzeką Birs. Przez gminę przebiega droga główna nr 18.